# Mount Dovers
Mount Dovers ist ein 2027 m hoher, bräunlich gefärbter Bergkamm im ostantarktischen Mac-Robertson-Land. In der Athos Range der Prince Charles Mountains ragt er 3 km nordwestlich des Mount Dwyer auf.
Der australische Geodät und Kartograf Robert George Dovers (1921–1981), nach dem das Antarctic Names Committee of Australia (ANCA) den Bergkamm benannte, sichtete ihn 1954 gemeinsam mit einer Mannschaft der Australian National Antarctic Research Expeditions ausgehend von den Stinear-Nunatakkern. Eine vom australischen Polarforscher John Mayston Béchervaise (1910–1998) geleitete Mannschaft kartierte ihn im Dezember 1955.